# Binodoxys trichosiphae
Binodoxys trichosiphae är en stekelart som först beskrevs av Samanta och Dinendra Raychaudhuri 1990.  Binodoxys trichosiphae ingår i släktet Binodoxys och familjen bracksteklar. Inga underarter finns listade.